# Liste der Opalfelder in Australien

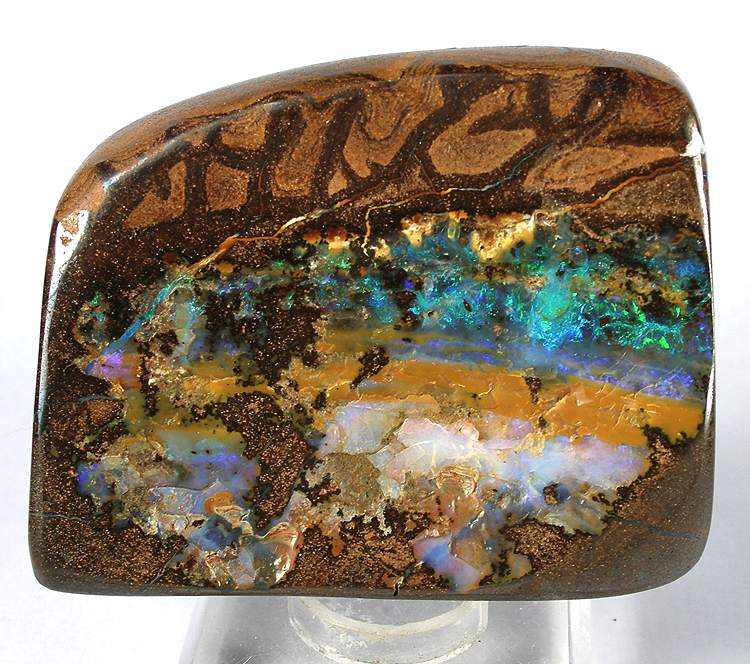
Boulderopal

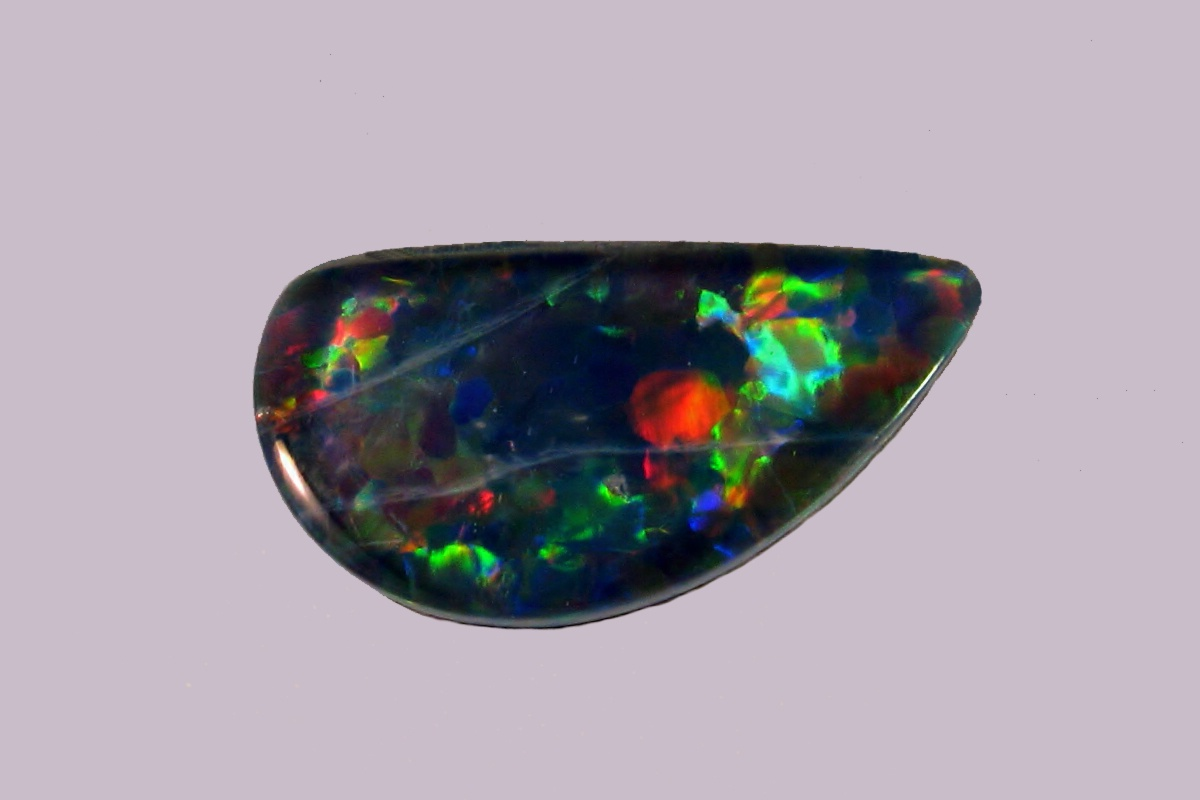
Schwarzer Opal

In dieser Liste sind Opalvorkommen in Australien mit Abbaufeldern genannt, in denen kommerziell und systematisch Opale abgebaut werden. Opalfelder befinden sich in drei Bundesstaaten, in Queensland, New South Wales und South Australia. 2007/2008 wurden 95 bis 97 Prozent des Welthandelsbedarfs an Opalen aus Australien gedeckt.

## Queensland
In Queensland wird vor allem der Boulderopal gefunden
- Yowah
- Koroit
- Toompine
- Quilpie
- Kyabra-Eromanga
- Bulgroo
- Yaraka
- Jundah
- Opalton-Mayneside.[1]

## New South Wales

### Lightning Ridge
In und um Lightning Ridge werden die meisten schwarzen Opale Australiens gefunden.
- The Three Mile
- Thorleys Six Mile
- Nobbys (oder Old Nobby)
- New Nobby (oder New Rush)
- Deep Four Mile McDonalds Six Mile (oder The Six Mile)
- Rouses Six Mile
- Nine Mile
- Nebea Hill
- Hawks Nest Bald
- New Chum and Old Chum
- Coocoran (20 km westlich von Lightning Ridge)
- Sheepyard (nahe Glengarry)
- Grawin: (42 km südwestlich von Lightning Ridge).
- Glengarry (4 km nordöstlich von Garwin)
- Mulga Rush and Wee Warra North (zwischen Grawin and Glengarry)
- Carters Rush (5 km nordöstlich von Grawin)
- New Angledool (Mehi)[2]

### White Cliffs
- White Cliffs (Hauptvorkommen)

## South Australia

### Andamooka
Bei Andamooka werden auch schwarze Opale gefunden.
- Andamooka (Hauptvorkommen)
- Coward Cliff
- Charly Swamp
- Stuart Creek
- Yarra Wurtha Cliff
- Lake Hart

### Coober Pedy

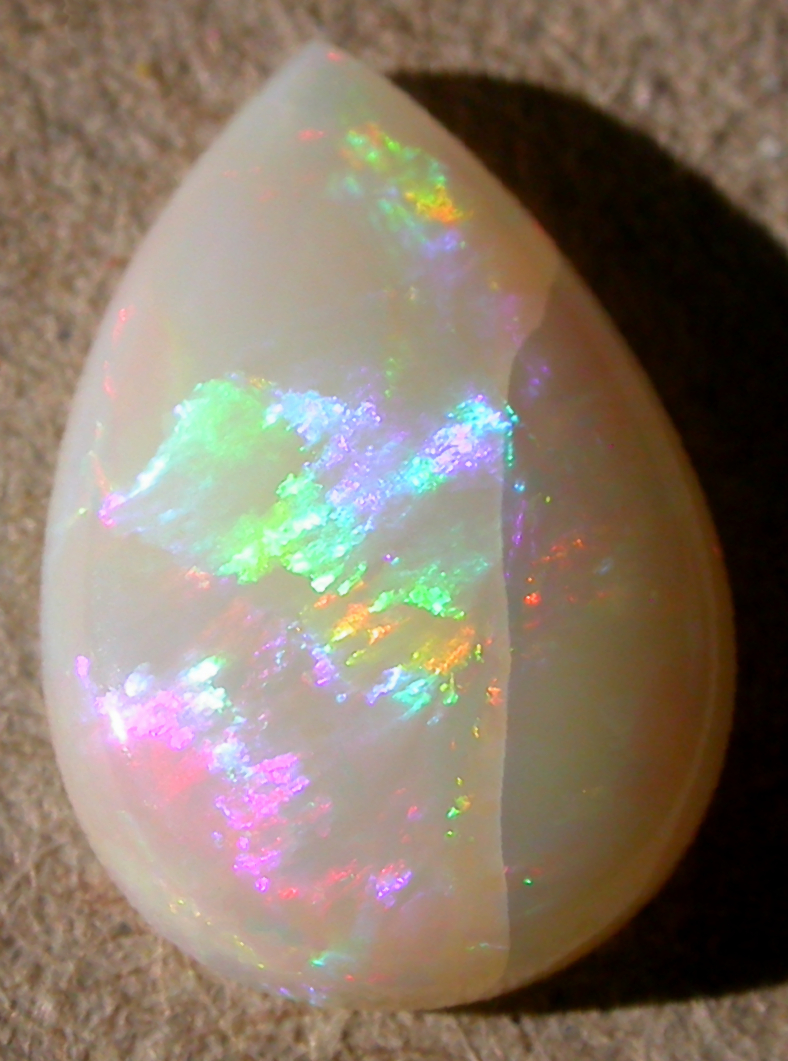
Heller Opal

In Coober Pedy werden vor allem die hellen Opale gefunden.
- Coober Pedy (Hauptvorkommen)
- Mount Braddy
- Teal Waterhol
- Crater
- Wold Duck Plain

### Lambina
- Lambina
- Logins Bank
- Broken Leg Waterhole
- Wellburn Hill
- Sarda Bluff
- Ouldburra Hill
- Eevinna Hill
- Eavinna Hill South
- England Hill
- Granite Down 1, 2 und 3
- Vesuvius

### Mintabie
In Mintabie werden auch Schwarzopale gefunden.
- Mintabie (Hauptvorkommen)
- Wallatina

### Myall Creek
- Myall Creek ist einzelnes Opalfeld bei Port Augusta.[3][4]